# Erwin Linder

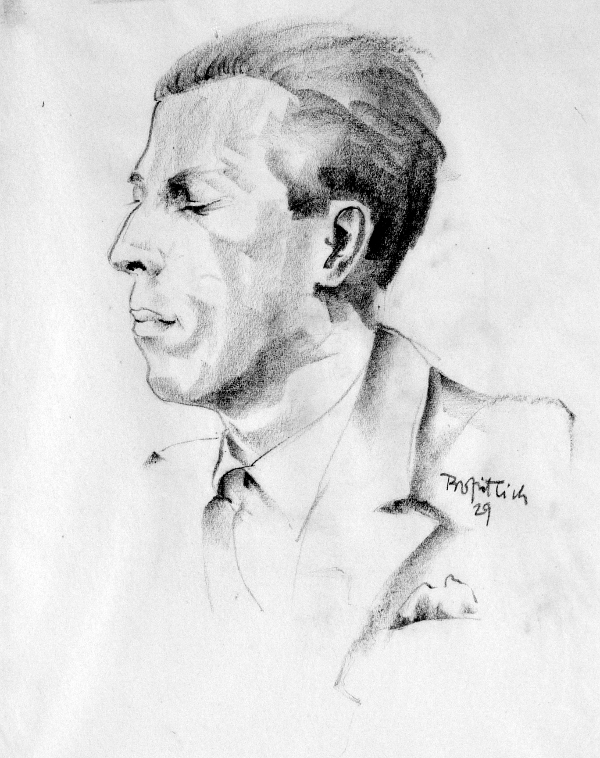
Erwin Linder 1929, Bleistiftzeichnung von Matthias Profitlich

Erwin Linder (* 29. Oktober 1903 in Weinheim; † 21. März 1968 in Westerland/Sylt) war ein deutscher Schauspieler, Hörspiel- und Synchronsprecher.

## Leben
Erwin Linder kam in Weinheim an der Bergstraße zur Welt. Nach der Schulausbildung erlernte er vor allem auf Wunsch seines Vaters das Bankfach, wandte sich danach bald der Schauspielerei zu. Sein erstes Engagement erhielt er am Nationaltheater Mannheim. Im Jahre 1940 ging er nach Hamburg an das Deutsche Schauspielhaus. Die Stadt wurde zu seiner Wahlheimat. Nach Kriegsende ging er an die Hamburger Kammerspiele und trat auch bis 1965 häufig als Gast bei Willy Maertens im Thalia-Theater auf. Seine letzte Rolle dort war die des Bischofs in dem Stück Heiraten von George Bernard Shaw. Zu seinen Paraderollen gehörte der Lehrer in Max Frischs Andorra. 
Nachdem er 1936 seine erste Filmrolle in dem Spielfilm Hans im Glück bekommen hatte, dauerte es bis zu seinem nächsten Medienauftritt bis 1945, als er im Rundfunk-Hörspiel Der Hauptmann von Köpenick mitwirkte. In den Folgejahren hatte er immer wieder zumeist kleinere Auftritte bei Film und Funk. Zu den Arbeiten an Hörspielen kam auch die Synchronisation fremdsprachiger Filme hinzu. Zu den Schauspielern, denen er seine Stimme lieh, gehörten u. a. Humphrey Bogart und Kirk Douglas. 

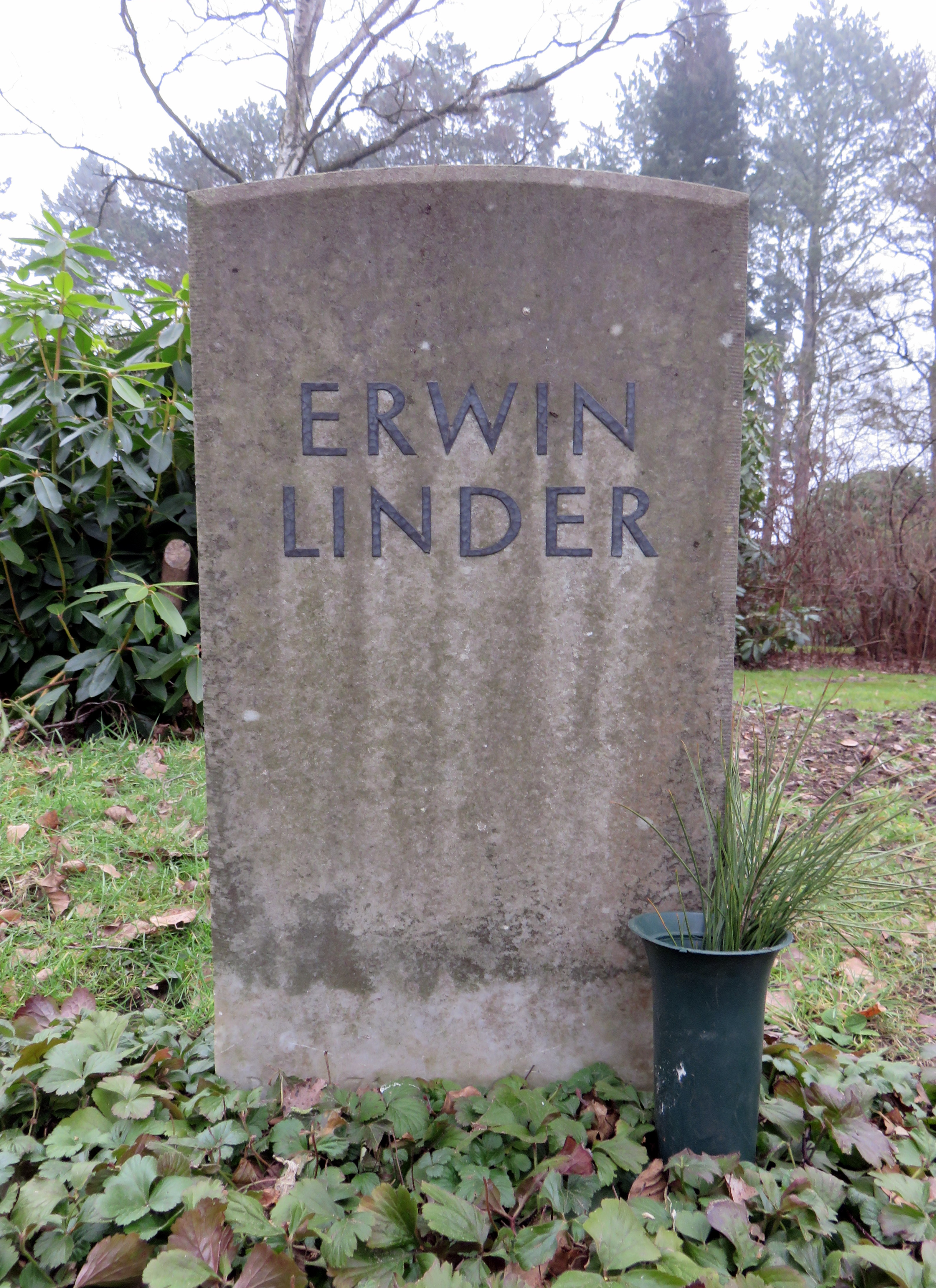
Grabstein Erwin Linder auf dem Friedhof Ohlsdorf

Mit den Jahren war er häufiger in größeren Neben- und Hauptrollen im TV zu sehen und zu hören. Zu seinen bekanntesten Hörspielerfolgen gehören die Hauptrolle in Gestatten, mein Name ist Cox – Mord auf Gepäckschein 3311 von Rolf und Alexandra Becker aus dem Jahre 1959, das inzwischen auf CD erschienen ist und die Rolle des Friedensrichters Trelawney in Die Schatzinsel von Robert Louis Stevenson aus dem Jahre 1962. Zu seinen bekanntesten Fernsehrollen gehört die des englischen Gutsbesitzers Alistair Goodman, in dem bekanntesten Sechsteiler der Francis-Durbridge-Reihe Das Halstuch, aus dem Jahre 1962. In diesem Straßenfeger spielten an seiner Seite u. a. Heinz Drache, Albert Lieven, Margot Trooger, Horst Tappert, Dieter Borsche, Hellmut Lange, Erica Beer und Eckart Dux. Vier Jahre später sah man ihn als Professor Sherkoff, einem Gehirnspezialisten, in der 4. Folge (Deserteure) der Raumpatrouille, mit Dietmar Schönherr, Eva Pflug, Claus Holm, Wolfgang Völz, Friedrich G. Beckhaus und Ursula Lillig. Darüber hinaus trat der Charakterdarsteller auch in der Kabarett-Sendung Im Flamingo-Club auf.
Bei einer Urlaubsreise auf Sylt im März 1968 ereilte ihn plötzlich und unerwartet der Tod im Beisein seiner Ehefrau, der Schauspielerin Wika Krautz und ihrer gemeinsamen Tochter. In einer früheren Ehe war Linder mit seiner Kollegin Marianne Wischmann verheiratet. Beigesetzt wurde er auf dem Ohlsdorfer Friedhof in Hamburg im Planquadrat PA 6 am östlichen Ufer des Prökelmoorteiches.

## Filmografie
- 1936: Hans im Glück
- 1950: Nur eine Nacht
- 1952: Klettermaxe
- 1953: Der träumende Mund
- 1953: Vergiß die Liebe nicht
- 1953: Hochzeit auf Reisen
- 1956: Die Ehe des Dr. med. Danwitz
- 1956: Zu Befehl, Frau Feldwebel!
- 1957: Die Zürcher Verlobung
- 1957: Für zwei Groschen Zärtlichkeit
- 1958: Der Mann, der nicht nein sagen konnte
- 1958: Der Schinderhannes
- 1959: Nacht fiel über Gotenhafen
- 1959: Der Mann, der sich verkaufte
- 1959: Der Rest ist Schweigen
- 1959: Der blaue Nachtfalter
- 1960: Die Frau am dunklen Fenster
- 1960: Das hab’ ich in Paris gelernt
- 1961: Der fröhliche Weinberg (TV)
- 1961: Schiffer im Strom (TV-Dreiteiler)
- 1961: Abenteuer in Norfolk (TV)
- 1962: Das Halstuch (TV)
- 1962: Der fünfzigste Geburtstag (TV)
- 1962: Die Rebellion (TV)
- 1962: Rose Bernd (TV)
- 1963: Kein Grund zur Unruhe (TV)
- 1964: Haben (TV)
- 1964: Torquato Tasso (TV)
- 1964: Wie in schlechten Romanen (TV)
- 1964: Die Brücke von Estaban (TV)
- 1964: Hafenpolizei: Das Geheimversteck (TV)
- 1965: Fluchtversuch (TV)
- 1965: Kandidat Cormoran (TV)
- 1965: Gewagtes Spiel: Die Fahrt nach Straßburg (TV)
- 1966: Volpone oder Der Fuchs (TV)
- 1966: Die verschenkten Jahre (TV)
- 1966: Hinter diesen Mauern (TV)
- 1966: Jeanne oder Die Lerche (TV)
- 1966: Liselotte von der Pfalz
- 1966: Raumpatrouille: Deserteure (TV)
- 1966: Heiraten (TV)
- 1967: Ein Fall für Titus Bunge: Der Millionencoup (TV)
- 1967: Das Pendel (TV)
- 1967: Der Trinker (TV)
- 1967: Crumbles letzte Chance (TV)
- 1967: Mein Freund Harvey (TV)
- 1968: Die Kolportage (TV)
- 1968: Die Unverbesserlichen und ihre Sorgen (TV)
- 1968: Hilfe, wir bauen (TV-Serie, 8 Folgen, SWR)
- 1969: Der Fall Liebknecht-Luxemburg (TV-Zweiteiler)

## Hörspiele (Auswahl)
- 1945: Der Hauptmann von Köpenick, Regie: Helmut Käutner, mit Willy Maertens, Fita Benkhoff
- 1946: Das Totenschiff, Regie: Ludwig Cremer, mit Peter Mosbacher, Marianne Wischmann
- 1946: Das Triptychon von den Heiligen drei Königen (Mann) –  Regie: Günther Schnabel, mit Renate Densow, Eduard Marks, Erich Weiher
- 1947: Was wäre wenn... (Stone), Regie: Ludwig Cremer, mit Werner Hinz, Inge Meysel
- 1948: Stalingrad (General Vilshofen) – Regie: Ludwig Cremer, mit Fritz Wagner, Leopold von Ledebur, Joseph Offenbach
- 1949: Goethe erzählt sein Leben (Teile 10, 12, 13, 27, 28 und 29) (Lavater) – Titelrolle und Regie: Mathias Wieman, mit Will Quadflieg, Horst Caspar
- 1949: Die Herzogin von Langeais (Montriveau) – Regie: Wilhelm Semmelroth, mit Fritz Schröder-Jahn, Helmuth Gmelin, Kurt A. Jung
- 1949: Die Schwätzer (Roldan) – Regie: Hartwig Schmidt, mit Herbert A. E. Böhme, Louise Dorsay, Thessy Kuhls
- 1950: Hundert Kronen (Illusion) (Herr) – Regie: Kurt Reiss, mit Rudolf Fernau, Gisela von Collande, Hans Anklam
- 1950: Götter, Gräber und Gelehrte, 3. Teil: Die hängenden Gärten der Semiramis (Monsieur Paul Emile Botta) – Regie: Gustav Burmester, mit Franz Schafheitlin, Werner Dahms, Heinz Klingenberg
- 1950: Einer zahlt seine Schuld (Bundespräsident Prof. Heuss) – Regie: Fritz Schröder-Jahn, mit Cay Dietrich Voß, Alexander Hunzinger, Inge Meysel
- 1952: Aus dem Leben eines Arztes. Der Chirurg Ferdinand Sauerbruch erzählt (Regierungsrat Dr. Ernst) – Regie: Fritz Schröder-Jahn, mit Willy Maertens, Eduard Marks, Mirjam Ziegel-Horwitz
- 1952: Stranitzky und der Nationalheld (Nationalheld), Regie: Fritz Schröder-Jahn, mit Richard Münch
- 1952: Das Gericht zieht sich zur Beratung zurück, Folge: Das geheimnisvolle Wertpaket (Staatsanwalt) – Regie: Gerd Fricke, mit Waldemar Staegemann, Helmuth Gmelin, Reinhold Nietschmann
- 1952: Meine Nichte Susanne (Manuel Carcacostilla) – Regie und Sprecher: Carl-Heinz Schroth, mit Christl Mardayn, Eduard Marks, Willy Maertens
- 1952: Fahr wohl, Benjowsky (Joseph II.) – Regie: Gert Westphal, mit Helmut Käutner, Hans Fitze,  Ernst von Klipstein
- 1953: Knöpfe (Bill), Regie: Otto Kurth
- 1953: Der verschwundene Graf (Direktor des Gästehauses), Regie: Gert Westphal, mit Ewald Balser, Irmgard Först
- 1954: Die Feuerinsel oder Die Heimkehr des Kapitäns Tizoni (Joe), Regie: Fritz Schröder-Jahn, mit Günther Schramm, Werner Riepel, Josef Dahmen
- 1954: Die Sache mit Fadenherr (Ministerialdirektor Kohlemeyer), Regie: Kurt Reiss, mit Gunnar Möller, Ludwig Linkmann, Annemarie Schradiek
- 1954: Kein Lorbeer für Augusto (Sephrai), Regie: Fritz Schröder-Jahn, mit Gunnar Möller
- 1954: Schnapsidee (Direktor Hornemann), Regie: Gert Westphal, mit Gerlach Fiedler
- 1954: Der Dichter (Erzähler) – Regie: Kurt Reiss, mit Bernhard Minetti, Klaus Kammer, Anneliese Römer
- 1955: Das Unternehmen der Wega (Minister für außerirdische Gebiete), Regie: Kurt Reiss, mit Bum Krüger
- 1955: Der Trinker (Erwin Sommer), Regie: Ludwig Cremer
- 1955: Heimkehr (Der Doktor), Regie: Fritz Schröder-Jahn, mit Ida Ehre
- 1955: Das schönste Fest der Welt (Baron Cockpitt), Regie: Hans Gertberg, mit Richard Münch, Heinz Reincke
- 1955: Der Passagier vom 1. November (Dr. Souvergin), Regie: Fritz Schröder-Jahn, mit Hanns Lothar, Walter Richter
- 1956: Abenteuer in der Weihnachtsnacht (König) – Regie: Gerlach Fiedler, mit Claudine Goerges, Volker Lechtenbrink, Hermann Schomberg
- 1957: Im Jahre Neun (Arminius), Regie: Carl Nagel, mit Hubert Endlein, Kurt Lieck
- 1957: Der Maurer (aus der Reihe: Die Jagd nach dem Täter), Regie: S. O. Wagner
- 1957: Der Minister, Regie: Carl Nagel
- 1957: Hochzeit mit dem Tode (aus der Reihe: Die Jagd nach dem Täter), Regie: S. O. Wagner
- 1958: Ein Eilbrief aus Frankfurt (aus der Reihe: Die Jagd nach dem Täter), Regie: S. O. Wagner
- 1958: Mord am Matterhorn (aus der Reihe: Die Jagd nach dem Täter), Regie: Kurt Reiss
- 1958: Der Prozeß um des Esels Schatten (Philippides, Stadtrichter), Regie: Ludwig Cremer, mit Bum Krüger, Inge Meysel
- 1958: Der vierte Heilige Drei König (König Caspar), Regie: Gustav Burmester, mit Richard Lauffen
- 1958: Die Saline (Geologe), Regie: Fritz Schröder-Jahn, mit Erich Schellow, Siegfried Lowitz
- 1959: Gestatten, mein Name ist Cox – Mord auf Gepäckschein 3311 (Paul Cox), Regie: S. O. Wagner, mit Manfred Steffen, Liselotte Willführ
- 1959: Brigadevermittlung (Telefonist), Regie: Kurt Reiss, mit Günther Neutze, Uwe Friedrichsen
- 1960: Die Polizei, Regie: Günter Bommert, mit Kurt Lieck, Gerd Martienzen
- 1962: Rose Bernd, Regie: Gustav Burmester, mit Solveig Thomas, Marianne Hoppe
- 1962: Der Blaumilchkanal (1. Herr), Regie: Horst Loebe, mit Wilhelm Kürten
- 1962: Die Schatzinsel (Squire Trelawney), Regie: Otto Kurth, mit Georg Eilert, Andreas von der Meden
- 1964: Nachricht aus Caracas, Regie: Günter Siebert, mit Werner Bruhns, Friedrich Schütter
- 1965: Haut, Regie: Otto Düben
- 1966: Signor Arcadio oder Woher die Misere der Menschheit kommt (Generaldirektor), Regie: Gerlach Fiedler, mit Heinrich Schweiger
- 1966: Fred Hoyle: Die schwarze Wolke (Geoff Marlowe), Regie: Otto Düben, mit Horst Frank, Hansjörg Felmy
- 1967: Wetterleuchten, Regie: Paul Hoffmann, mit Franz Schafheitlin, Elisabeth Schwarz

## Synchronarbeiten
- Conrad Veidt als Erich Keith in „Sturm über Asien“
- Oscar Andriani als Kalops in „Die Fahrten des Odysseus“
- Humphrey Bogart als Ed Hutchinson in „Die Maske runter“
- Ward Bond als Wiggs in „Westlich St. Louis“
- Maurice Denham als Mr. Reid in „Sein größter Bluff“
- Kirk Douglas als Rick Martin in „Der Mann ihrer Träume“ (alternativ: Rhythmus, Leidenschaft und Liebe)
- David Farrar als Richard in „Nacht ohne Sterne“
- David Farrar als Inspektor Craig in „Täter unbekannt“
- Stewart Granger als Lot in „Sodom und Gomorrha“
- Bernard Lee als Inspektor Hadden in „Die Brücke der Vergeltung“
- Paul Meurisse als Renaud in „Marie-Octobre“
- Leslie Mitchell als Rundfunksprecher in „Die feurige Isabella“
- Nigel Patrick als Frank Hunter in „Konflikt des Herzens“
- Nigel Patrick als Tony Garthwaite in „Der unbekannte Feind“
- Leonard Sachs als Paul Dupont in „Feuer über Afrika“
- Terry-Thomas als Lord Mayley in „Die nackte Wahrheit“
- Michael Wilding als Inspektor Smith in „Die rote Lola“
- Stanley Holloway als Det. William Henry Blore in „Geheimnis im blauen Schloß“